# Robert Eugene Cushman
Robert Eugene Cushman (* 27. März 1889 in Akron; † 9. Juni 1969 in Washington, D.C.) war ein US-amerikanischer Politikwissenschaftler, der als Professor an der Cornell University lehrte und 1942/43 als Präsident der American Political Science Association (APSA) amtierte.
Cushman studierte am Oberlin College und an der Columbia University, an der er 1917 zum Ph.D. promoviert wurde. Schon 1911 arbeitete er als Dozent für Geschichte und Staatsbürgerkunde am Oberlin College. Nach seinem Wechsel an die Cornell University war er dort bis zu seiner Pensionierung 1957 Professor für Politikwissenschaft. 1958 zog er nach Washington, D.C. und wurde Chefredakteur der Fachzeitschrift The Documentary history of the ratification of the Constitution.
1952 wurde Cushman zum Mitglied der American Academy of Arts and Sciences gewählt.

## Schriften (Auswahl)
- The independent regulatory commissions. Oxford University Press, New York/London 1941.
- Leading constitutional decisions. F.S. Crofts & Co, New York 1930.
- Excess condemnation. D. Appleton and Company, New York/London 1917.